# NGC 3016
NGC 3016 est une vaste galaxie spirale relativement éloignée et située dans la constellation du Lion. NGC 3016 a été découverte par l'astronome irlandais R. J. Mitchell en 1854.

## Caractéristiques
Sa vitesse par rapport au fond diffus cosmologique est de 9 274 ± 23 km/s, ce qui correspond à une distance de Hubble de 136,8 ± 9,6 Mpc (∼446 millions d'al).
À ce jour, trois mesures non basées sur le décalage vers le rouge (redshift) donnent une distance de 142,667 ± 2,887 Mpc (∼465 millions d'al), ce qui est à l'intérieur des valeurs de la distance de Hubble.
La classe de luminosité de NGC 3016 est II et elle présente une large raie HI.
Selon la base de données Simbad, NGC 3016 est une radiogalaxie.